# Pierre-Ambroise Bosse
Pierre-Ambroise Bosse, född 11 maj 1992, är en fransk friidrottare som blev världsmästare på 800 meter löpning vid världsmästerskapen i friidrott 2017.
Bosse deltog vid olympiska sommarspelen 2012, 2016 och 2020.

### Fotnoter
1. ↑  ”Athlete profile Pierre-Ambroise Bosse”. iaaf.org. IAAF. https://www.iaaf.org/athletes/france/pierre-ambroise-bosse-256590. Läst 11 augusti 2017.
2. ↑  ”France’s Pierre-Ambroise Bosse wins 800m world title in upset”. Arkiverad från originalet den 11 augusti 2017. https://web.archive.org/web/20170811183028/http://runningmagazine.ca/pierre-ambroise-bosse-800m-upset-win-800m-london-2017/. Läst 11 augusti 2017.
3. ↑  Olympic.org - Pierre-Ambroise Bosse